# Scania Serie 2
La serie 2 è la gamma di autocarri svedesi Scania prodotta fra il 1980 ed il 1989 e sostituita in seguito dagli Scania Serie 3.

## La storia
La serie 2 nacque nel 1980, inizialmente solo come autocarro a cabina arretrata (cioè musone), contraddistinto dalla sigla "T", che sta per torpedo, parola usata appunto per quel tipo specifico di configurazione.
La cabina "T" è stata disegnata dall'Italdesign di Giorgio Giugiaro, in base ad un programma modulare da cui deriveranno per il 1981 le versioni a cabina avanzata.

## La gamma delle cabine

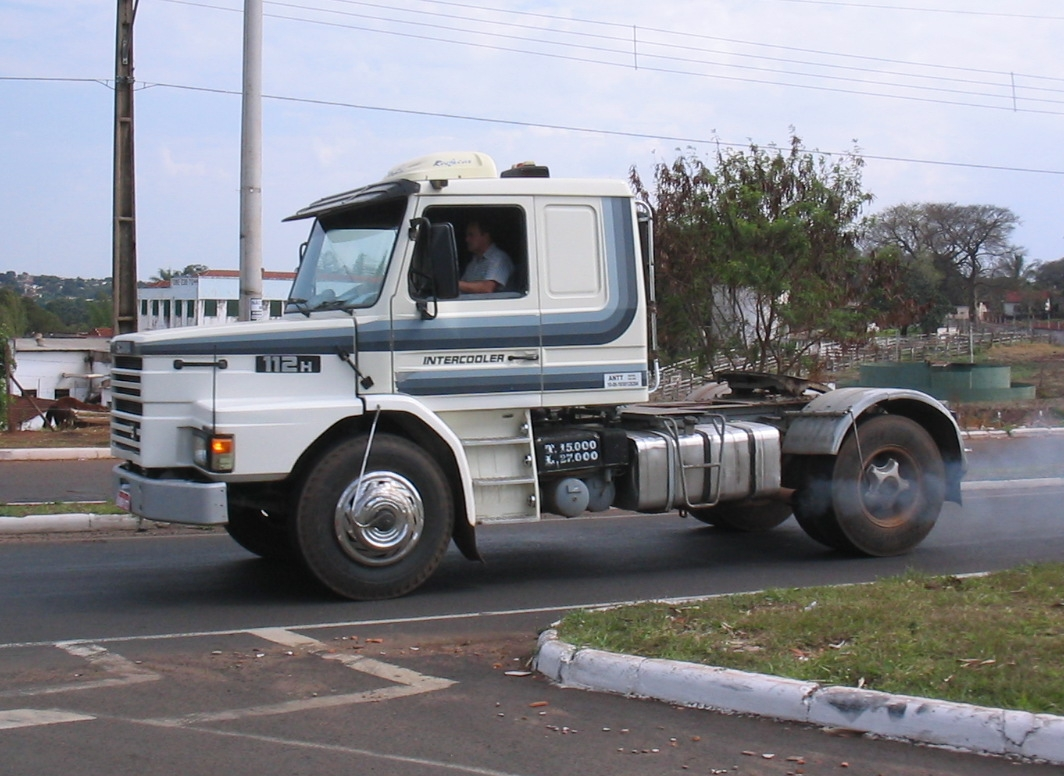
Uno Scania T112 fabbricato in Brasile

Nel 1981 quindi venne completata la gamma, denominata "programma GPRT" o "GPRT range", dove:
- "G" è una cabina corta e ribassata montata sul telaio (non sospesa)
- "P" è una cabina ribassata, corta o lunga con cuccetta singola
- "R" è una cabina alta, corta o lunga con doppia cuccetta
- "T" è la cabina arretrata con "musone" corta o lunga con doppia cuccetta.

## I telai
Gli Scania serie 2 avevano tre tipi di telaio in base al tipo di impiego:
- M: telaio di media robustezza per i servizi stradali (non commercializzato in Italia fino al 1987).
- H: telaio di elevata robustezza per impieghi stradali
- E: telaio a doppi longheroni per impieghi gravosi e servizi di cava-cantiere.

## I motori
I motori per il 1980-81, che sono gli stessi delle serie precedenti con qualche modifica, erano:
- DS8 (Scania 82) :  6 cilindri diesel turbo da 8 litri di cilindrata e potenza di 210 cv, installato con cabine G, P, T.
- DS11 (Scania 112): 6 cilindri diesel turbo da 11 litri di cilindrata e potenza di 305 cv, installato con le cabine P,R,T.
- DS14 (Scania 142): 8 cilindri a V di 90° diesel turbo da 14,2 litri di cilindrata e potenza di 388 cv, installato con le cabine R, T.

Per la gamma del 1983, ai motori già esistenti si aggiunsero le versioni con intercooler - interrefigerazione dell'aria di sovralimentazione:
- DSI8: come DS8 tranne: potenza di 231 cv e intercooler raffreddato ad acqua.
- DSC11: come DS11 tranne: potenza di 333 cv e intercooler raffreddato ad aria. Non applicato a cabina P.
- DSC14: come DS14 tranne: potenza di 420 cv e intercooler raffreddato ad aria.

Gli Scania serie 2 intercooler con cabina R avevano un frontale di disegno leggermente diverso per l'alloggiamento dell'intercooler.
Lo Scania 142 intercooler da 420 cv stabilì all'epoca il record di potenza per i camion europei.
Alla fine del 1984 viene presentato un motore completamente nuovo che andrà ad equipaggiare il nuovo Scania 92, un 6 cilindri in linea da 9 litri con testate singole nelle versioni:
- DS9 da 220 cv con turbo.
- DSC9 da 245 cv con turbo ed intercooler raffreddato ad aria.
- DSC9 da 275 cv con turbo ed intercooler raffreddato ad aria.

Nel 1985 lo Scania 112 intercooler per il mercato italiano viene portato a 354 cv per rispettare la legge degli 8 cv/ton. per essere usato nei complessi di veicoli da 44 ton di massa a pieno carico.
Nel 1986 lo Scania 142 col motore da 388 cv (DS14) viene sostituito da una versione con intercooler e 390 cv.
Per la gamma 1987 il motore V8 da 14 litri viene leggermente modificato ed ora è disponibile nelle potenze di 394 cv e 420 cv, quest'ultimo con un aumento della coppia motrice di circa il 3% rispetto alla precedente versione di pari potenza.

## Altre caratteristiche
Per gli Scania serie 2 erano disponibili 3 modelli di cambio: 
- un cambio ad 8 marce per lo Scania G82
- un cambio a 10 marce per il P82 (del tipo con "mezze marce")
- un 10 marce a due gamme (GR871) per i 112 ed i 142.

Un'altra peculiarità di questi autocarri è la posizione di guida: lo Scania serie 2 è il primo camion con posizione di guida di tipo automobilistico con volante molto inclinato all'indietro risultando molto comodo ed ergonomico.